# بازداشتگاه شهرستان ایروین

شهرستان ایروین، جورجیا، جایی که بازداشتگاه شهرستان ایروین واقع شده است.

بازداشتگاه شهرستان ایروین (انگلیسی: Irwin County Detention Center)
واقع در اسیلا (جورجیا)، متعلق به بخش خصوصی LaSalle Corrections مستقر در لوئیزیانا است. در سال ۲۰۱۰، اعمال مهاجرت و گمرک ایالات متحده آمریکا (ICE) قراردادی برای استفاده از این مرکز به عنوان بازداشت مهاجران منعقد کرد. ICE آخرین بار قرارداد خود را با LaSalle در سال ۲۰۱۹ تمدید کرد. در این قرارداد آمده بود که نرخ ICE برای هر مهاجر ۷۱.۲۹ دلار در روز است. این بازداشتگاه پس از مجموعه‌ای از ادعاها در سال ۲۰۲۰، قرارداد خود را با دولت از دست داد. حداقل ۴۳ زندانی زن و یک پرستار افشاگر ادعا کردند که جراحی‌های بدون رضایت و اعمال پزشکی غیرضروری، از جمله هیسترکتومی، توسط یک متخصص زنان وابسته به زندان انجام شده است. این زنان همچنین از انتقام‌جویی و درمان نامناسب کووید ۱۹ شکایت کردند. در ۲۲ دسامبر ۲۰۲۰، چهل زن مهاجر که در بازداشتگاه مهاجرتی ایروین کانتی نگهداری می‌شدند، دادخواستی را مبنی بر سوءاستفاده و اعمال پزشکی اجباری غیرضروری، از جمله هیسترکتومی، ارائه کردند. پرونده قضایی در حال رسیدگی، اولداکر علیه جایلز و تحقیقات انجام شده توسط سنای ایالات متحده، منجر به فسخ بعدی قرارداد دولت ایالات متحده با این بازداشتگاه شده است.

## ادعاها

### ادعاهای قبلی
نگرانی‌ها در مورد بازداشتگاه شهرستان ایروین (IDC) قبل از ادعاهای بسیار جنجالی سال ۲۰۲۰ مطرح شده بود. گزارشی در سال ۲۰۱۶ به کمیته‌ای از وزارت امنیت داخلی نشان داد که در ارائه مراقبت‌های پزشکی کافی به بازداشت‌شدگان مهاجر کوتاهی شده است. در سال ۲۰۱۷، پروژه جنوب، یک سازمان مردمی مستقر در آتلانتا، و دانشگاه ایالتی پنسیلوانیا گزارشی در مورد شرایط دو مرکز مهاجرت جورجیا منتشر کردند: بازداشتگاه استوارت و بازداشتگاه شهرستان ایروین. این گزارش مسائلی را که بازداشت‌شدگان با آن مواجه بودند، مانند مسکن پرجمعیت، شرایط زندگی غیربهداشتی و عدم دسترسی قانونی، برجسته کرد. نگرانی‌ها در سال ۲۰۱۹ زمانی که رپر معروف ۲۱ سویج، تبعه بریتانیا، به مدت یک هفته در بازداشتگاه ایروین بازداشت شد، مورد توجه رسانه‌ها قرار گرفت. اداره مهاجرت و گمرک آمریکا (ICE) قرارداد خود را با لاسال در سال ۲۰۱۹ تمدید کرد و روزانه ۷۱.۲۹ دلار به ازای هر مهاجر پرداخت می‌کرد. میانگین تعداد مهاجران در اروین در سال ۲۰۱۹، ۸۴۸ نفر بود که میانگین درآمد آنها ۲.۹ میلیون دلار در هفته بود. با وجود پولی که به اروین ارسال می‌شد، وضعیت مراقبت‌های بهداشتی همچنان ضعیف بود و منجر به ادعاهای بیشتر در سال ۲۰۲۰ شد.
دکتر ماهندرا امین، متخصص زنان و زایمان که در سال ۲۰۲۰ به دروغ متهم به "جمع‌آوری رحم" شد، "سابقه شکایت‌های قصور پزشکی علیه خود" را نیز داشت. این شامل ادعاهای جعلی مدیکید نیز می‌شد. این اختلاف با پرداخت بیش از نیم میلیون دلار حل و فصل شد. این مبلغ توسط امین و هشت پزشک دیگر در بیمارستان شهرستان اروین پرداخت شد.

### ادعاهای سال ۲۰۲۰
در ۱۴ سپتامبر ۲۰۲۰، داون ووتن به نمایندگی از پروژه جنوب، دیده‌بان بازداشت جورجیا، اتحاد لاتین تبارهای جورجیا برای حقوق بشر، و شبکه حمایت از مهاجران جورجیای جنوبی، شکایتی افشاگرانه علیه بازداشتگاه شهرستان ایروین ثبت کردند. داون ووتن یک پرستار دارای مجوز است که در بازداشتگاه شهرستان ایروین کار می‌کرد.

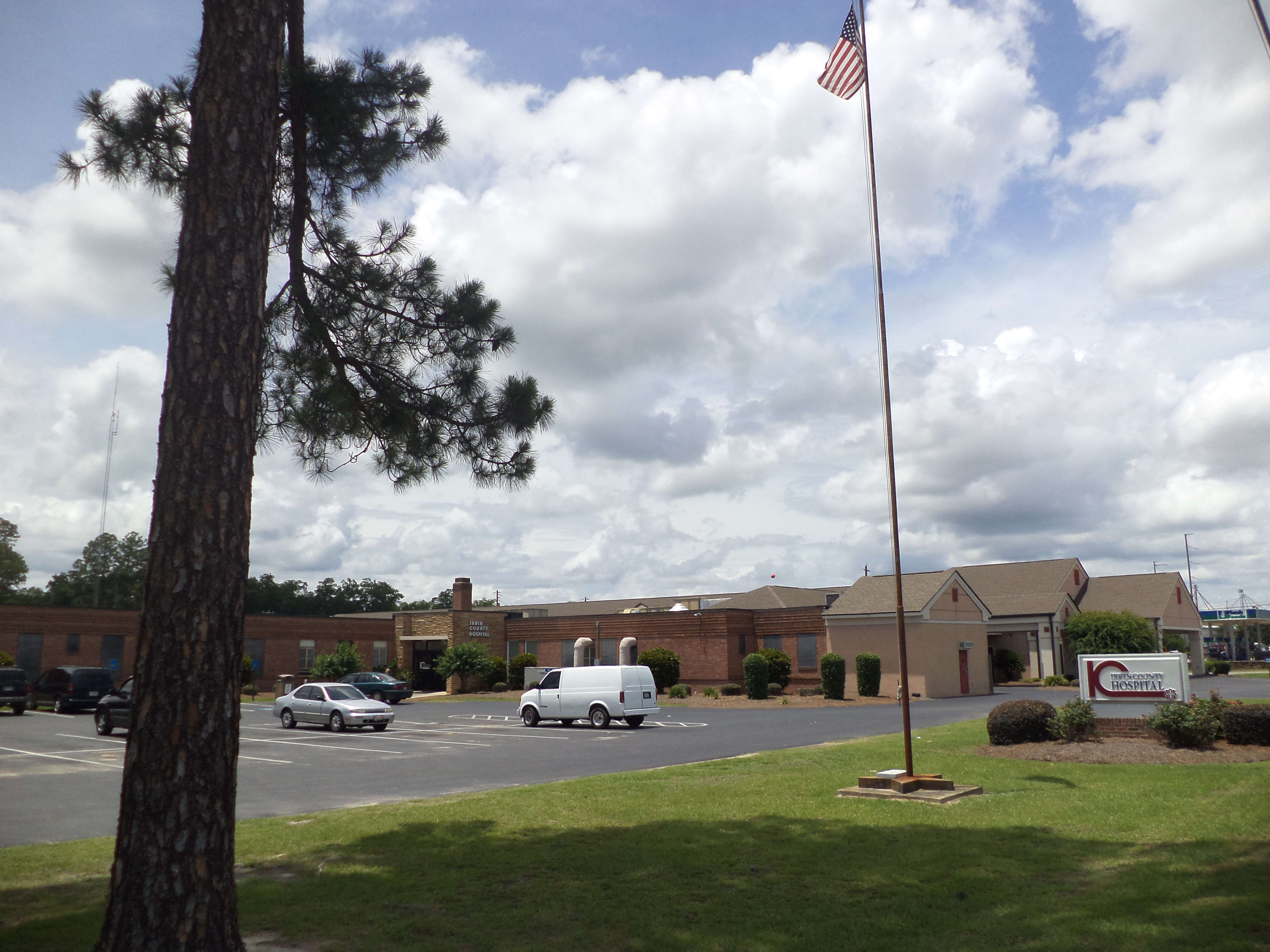
بیمارستان شهرستان ایروین که بازداشت‌شدگان مهاجر برای درمان به آنجا منتقل می‌شدند.

این گزارش‌ها به طور گسترده بر عدم رعایت پروتکل مناسب کووید ۱۹ توسط بازداشتگاه متمرکز بودند. این شامل عدم قرنطینه برای تازه‌واردان، درمان کم یا بدون درمان برای بازداشت‌شدگان دارای علائم و پرونده‌های پزشکی جعلی بود.
شکایت دیگر، نقض رضایت آگاهانه بود که در استانداردهای ملی بازداشت ICE ذکر شده است. گزارش شده است که استفاده مکرر از گوگل ترنسلیت یا سایر زندانیان برای ارائه ترجمه در مورد اقدامات پزشکی منجر به سوء تفاهم، از جمله زنانی که هیسترکتومی دریافت می‌کنند، وجود داشته است. در این گزارش آمده است که زنان بدون اطلاع خود تحت این هیسترکتومی‌ها قرار می‌گیرند. داون ووتن، افشاگر، حتی دکتر ماهندرا امین را به عنوان "جمع‌کننده رحم" معرفی کرد. عنوان "جمع‌کننده رحم" و اقدامات تولید مثلی بدون رضایت، باعث شد که این رویداد به طور گسترده منتشر شود. در حالی که در گزارش اولیه فقط سه صفحه در مورد این اقدامات زنان و زایمان وجود داشت، این ادعاها بیشترین انتشار را داشتند.
در طول این رویدادها، دکتر امین بی‌گناهی خود را با وکیلش حفظ کرده و گفته است: "دکتر امین همیشه با بیماران به طور مناسب رفتار می‌کرد، رضایت آگاهانه دریافت می‌کرد و در صورت لزوم از مترجم (translators/interpreters) استفاده می‌کرد."
بازداشت‌شدگان زن فعالانه سعی در دفاع از خود داشتند و حتی یک ویدیوی یوتیوب در مورد تجربیات خود ساخته بودند. گزارش موارد سوءاستفاده منجر به مجازات، از جمله حبس انفرادی، انتقال به واحد دیگر و حتی حمله فیزیکی شد. اعتصاب غذا با جیره‌بندی غذا، سرقت پول و استفاده محدود از فناوری پاسخ داده شد.

## عواقب

### اولداکر علیه جایلز
در ۲۱ دسامبر ۲۰۲۰، پروژه ملی مهاجرت انجمن ملی وکلا (NIPNLG)، دیوید درایر، وکیل دادگستری، پروژه جنوبی و همچنین کلینیک‌های دانشکده حقوق از هاروارد، دانشگاه جورجیا، کلمبیا، تگزاس ای‌اندام و دانشگاه بوستون برای چهارده زن که در ICDC بازداشت شده بودند، اقامه دعوی کردند. این پرونده شامل بیش از چهل شهادت از زنانی بود که جزئیات سوءاستفاده‌های پزشکی رخ داده در ICDC را شرح می‌دادند.
پرونده دادگاه شامل پرونده‌ای بود که منجر به آزادی حضانت زنان درگیر در این پرونده شد. در ۲۲ ژانویه ۲۰۲۱، همه زنان این پرونده از بازداشتگاه شهرستان ایروین آزاد شدند. اگرچه به خانواده‌هایشان تحویل داده شدند، اما همچنان تحت نظارت ICE بودند.
در پاسخ به این پرونده و فعالیت‌های حقوقی مداوم، دولت بایدن در ماه مه ۲۰۲۱ قطع همکاری با بازداشتگاه ایروین را اعلام کرد. همه بازداشت‌شدگان تا ۳ سپتامبر ۲۰۲۱ به مراکز دیگر منتقل شدند. این قطع همکاری در ۷ اکتبر ۲۰۲۱ با فسخ رسمی قرارداد ICE با بازداشتگاه شهرستان ایروین به صورت قانونی اجرا شد.
طبق صلاحیت تکمیلی، دادگاه فدرال می‌تواند به ادعاهای ایالتی مربوط به این پرونده رسیدگی کند، حتی اگر این ادعاها خارج از اختیارات معمول دادگاه باشد. با این حال، در این پرونده، دادگاه فدرال تصمیم گرفت از این قدرت استفاده نکند و منجر به رد صلاحیت همه متهمان به جز ایالات متحده شد. وکیل شاکی در حال پیگیری پرونده است و ادعا می‌کند که ادعاهای سوءاستفاده پزشکی سال ۲۰۲۰ از ICDC تحت قانون ادعاهای مسئولیت مدنی فدرال قرار می‌گیرد.

### کمیته فرعی دائمی سنای ایالات متحده در امور تحقیقات
کمیته فرعی دائمی سنای ایالات متحده در امور تحقیقات، پس از بررسی بازداشتگاه ایروین، گزارشی ۱۰۳ صفحه‌ای منتشر کرد. این گزارش دو سال پس از ادعاهای سال ۲۰۲۰ در ۱۵ نوامبر ۲۰۲۲ منتشر شد. سناتور جان اوساف و ران جانسون رهبری این تحقیقات ۱۸ ماهه دو حزبی را بر عهده داشتند. در طول تحقیقات، دکتر امین با قاطعیت این ادعاها را رد کرد و از حضور در کمیته خودداری کرد. با این حال، تحقیقات «سابقه‌ای از شکایات قصور پزشکی علیه او» را کشف کرد. در حالی که دکتر امین تنها ۶.۵٪ از بازداشت‌شدگان ICDC را درمان می‌کرد، ۹۴٪ از لاپاراسکوپی‌ها را انجام داد. کمیته نتیجه گرفت که زنان در بازداشتگاه «به نظر می‌رسد تحت عمل‌های جراحی زنان بیش از حد، تهاجمی و اغلب غیرضروری قرار گرفته‌اند.» با این حال، این ادعا که در تیترهای خبری مبنی بر انجام هیسترکتومی‌های غیرضروری توسط دکتر امین منتشر شده بود، نادرست تشخیص داده شد و بیان شد: «کمیته فرعی این ادعا را نادرست دانست و ICE تشخیص داد که دو هیسترکتومی که دکتر امین روی بازداشت‌شدگان ICDC انجام داده، از نظر پزشکی ضروری به نظر می‌رسید.»
شهادت کارینا سیسنروس پرسیادو در نوامبر ۲۰۲۲ قبل از انتشار گسترده توسط کمیته فرعی. پرسیادو هنگام بستری شدن در ICDC از فرزند تازه متولد شده‌اش جدا شده بود. در آنجا، مراقبت‌های پس از زایمان او با وجود درد به تأخیر افتاد. سرانجام او را از محل بازداشت به دکتر امین بردند و در آنجا با وجود اینکه به او گفته شده بود که برای پاپ اسمیر برده می‌شود، سونوگرافی واژینال بدون دلیل انجام داد. نتیجه این بازدید، تزریق دپو-پروورا برای کیست تخمدان احتمالی بود. به او اطلاع داده شد که اگر تزریق ناموفق باشد، باید تحت عمل جراحی قرار گیرد. با مطرح شدن ادعاهایی مبنی بر سوءاستفاده قبل از بازگشت او، از چنین جراحی جلوگیری شد.

### دادخواست افترا
دکتر امین دادخواستی به اتهام افترا ارائه کرد که قرار بود در آوریل ۲۰۲۵ رسیدگی شود. او از ان‌بی‌سی یونیورسال به دلیل ادعای انجام «هیسترکتومی‌های دسته جمعی» توسط او و واندری به دلیل برچسب زدن به او به عنوان «جمع‌کننده رحم» شکایت کند. او قرار بود از آنها در مجموع ۴۵ میلیون دلار غرامت مطالبه کند. این دعوی در فوریه ۲۰۲۵ با اظهار نظر قاضی منطقه‌ای ایالات متحده، لیزا گادبی وود، مبنی بر اینکه «شواهد بی‌چون‌وچرا ثابت کرده است» که «هیچ هیسترکتومی دسته‌جمعی یا تعداد زیادی هیسترکتومی در این مرکز وجود نداشته است» حل و فصل شد.

### داون ووتن
داون ووتن، که اکنون به عنوان افشاگر ICE شناخته می‌شود، تخلفات کووید را دیده بود و با شروع توصیف تجربیات ناباروری ناآگاهانه زنان، بیشتر نگران شد. در سال ۲۰۲۰، ووتن این مسائل را به سرپرستان خود گزارش داد و منجر به تنزل مقام او به یک موقعیت آماده‌باش شد. پس از تنزل مقام، از او برای انجام شیفت‌های بیشتر در مرکز دعوت نشد و اگرچه هرگز رسماً اخراج نشد، اما عملاً به حاشیه رانده شد. ووتن به دلیل شهرتش که بر او و خانواده‌اش تأثیر گذاشت، برای یافتن شغل بیشتر تلاش کرد.
ووتن در نهایت توسط پروژه جنوب و پروژه پاسخگویی دولت، زمانی که شکایات افشاگرانه را مطرح کرد، نمایندگی می‌شد. ۲۰۲۰. او به حمایت از بیمارانش ادامه داد و خواستار اقدام کنگره شد. ووتن به خاطر حمایت‌هایش جوایز زیادی از جمله جایزه جو کالاوی برای شجاعت مدنی در سال ۲۰۲۱، جایزه فلتا ویلسون، جایزه پزشکان برای حقوق بشر در سال ۲۰۲۲ و جایزه متمم اول قانون اساسی بنیاد HMH در سال ۲۰۲۲ را از آن خود کرده است. پروژه قهرمانان زرافه او را به عنوان یک قهرمان زرافه معرفی کرد و او همچنین در مجموعه پرتره‌های آمریکایی‌هایی که حقیقت را می‌گویند به تصویر کشیده شده است.